# 聖弗蘭西斯科德達瓜斯區
聖弗蘭西斯科德達瓜斯區（西班牙語：Distrito de San Francisco de Daguas），是秘魯的一個區，位於該國北部亞馬遜大區的查查波亞斯省，始建於1952年5月14日，面積47.4平方公里，海拔高度2,360米，2005年人口309，人口密度每平方公里6.5人。